# FTTx
La tecnología de telecomunicaciones FTTx (del inglés fiber to the x, «fibra hasta el/la x») es un término genérico para designar cualquier acceso de banda ancha sobre fibra óptica que sustituya total o parcialmente el cobre del bucle de acceso. El acrónimo FTTx se origina como generalización de las distintas configuraciones desplegadas (FTTN, FTTC, FTTB, FTTH...), diferenciándose por la última letra que denota los distintos destinos de la fibra (nodo, acera, edificio, hogar...).

Esquema que ilustra como varían las arquitecturas FTTx dependiendo de la distancia entre la fibra óptica y el usuario final. El edificio de la izquierda es el operador y el de la derecha uno de los edificios servidos por este operador.

## Definición
La industria de las telecomunicaciones diferencia distintas arquitecturas dependiendo de la distancia entre la fibra óptica y el usuario final. Las más importantes en la actualidad son: 
- FTTH (fiber-to-the-home, «fibra hasta el hogar»). La fibra óptica llega hasta el interior de la misma casa del abonado.[1]
- FTTO (fiber-to-the-office, «fibra hasta la oficina»). La fibra óptica llega hasta el interior de la misma oficina del abonado. Es básicamente igual a FTTH pero con configuraciones específicas para empresas (sin plataforma integrada de TV, pero con plataformas de Videoconferencia, VozIP, etc.).
- FTTB (fiber-to-the-building, «fibra hasta el edificio», o fiber-to-the-basement, «fibra hasta el sótano»). En FTTB o fibra hasta la acometida del edificio, la fibra óptica normalmente termina en un punto de distribución intermedio en el interior o inmediaciones del edificio de los abonados. Desde este punto de distribución intermedio, se accede a los abonados finales del edificio o de la casa mediante la tecnología VDSL2 (Very high bit-rate Digital Subscriber Line 2) sobre par de cobre o Gigabit Ethernet sobre par trenzado CAT6. De este modo, el tendido de fibra puede hacerse de forma progresiva, en menos tiempo y con menor coste, reutilizando la infraestructura del edificio del abonado.
- FTTP (fiber-to-the-premises, «fibra hasta el local»). Este término se puede emplear de dos formas: como término genérico para designar las arquitecturas FTTH y FTTB, o cuando la red de fibra óptica incluye tanto viviendas como pequeños negocios.[2]
- FTTN (fiber-to-the-node, «fibra hasta el nodo»). La fibra óptica termina en una central del operador de telecomunicaciones que presta el servicio, suele estar más lejos de los abonados que en FTTH y FTTB, típicamente en las inmediaciones del barrio, por lo que en alguna bibliografía se asigna a la N la palabra neighborhood (vecindario).
- FTTC (fiber-to-the-cabinet, «fibra hasta la cabina», o fiber-to-the-curb, «fibra hasta la acera»). Similar a FTTN, pero la cabina o armario de telecomunicaciones está más cerca del usuario, normalmente a menos de 300 metros.[2]
- FTTA (fiber-to-the-antenna, «fibra hasta la antena»). Es una nueva generación de conexión de alto rendimiento de la estación hasta la antena, sobre los nuevos estándares de interfaz de radio como CPRI (Common Public Radio Interface) o OBSAI (Open Base Station Architecture Initiative) por la demanda de RAN (Radio Access Network) de redes móviles LTE.[3]

Para asegurar el consenso, especialmente cuando se comparan los niveles de penetración de FTTH entre países, los tres consejos de FTTH de Europa, Norteamérica y el Pacífico Asiático acordaron las definiciones para FTTH y FTTB. Estos tres consejos no dan definiciones formales para FTTC y FTTN.